# WCW WorldWide
WCW WorldWide foi um programa de televisão da World Championship Wrestling (WCW) transmitido por televisão paga. Começaram as transmissões em 1975 e estenderam-se até o fechamento da empresa em 21 de março de 2001. Era um dos mais tradicionais shows da empresa, juntamente com o WCW Saturday Night e o Best of World Championship Wrestling, somente atrás do WCW Monday Nitro.